# Asymetrický uhlík

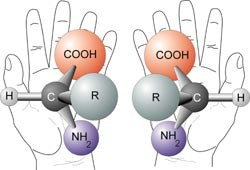
Dva enantiomery obecné aminokyseliny

Asymetrický uhlík (také chirální uhlík) je atom uhlíku, na který jsou navázány čtyři různé atomy nebo skupiny atomů. Tyto atomy nebo skupiny mohou být uspořádány v prostoru dvěma způsoby, které jsou navzájem svými zrcadlovými obrazy (jako pravá a levá ruka).
Struktura, která má jediný asymetrický uhlík a tedy jeden střed symetrie, se nazývá chirální. Takovou strukturu tvoří chirální molekuly, které nemohou být otočeny tak, aby vznikly dvě identické molekuly. Dvě molekuly, které mají takovýto vztah, se nazývají enantiomery. Fyzikální a chemické vlastnosti obou enantiomerů jsou stejné, s výjimkou vlastností chirálního charakteru (například optická otáčivost, která má opačnou hodnotu).
Struktura, která má několik asymetrických atomů, má tedy více středů symetrie a nazývá se achirální.
Koncept asymetrického uhlíku byl později rozšířen na koncept chirálního centra, které může obsahovat i jiné atomy než uhlík.

## Důležité pojmy

### Stereocentrum (stereogenní centrum)

Příklad jednoho stereocentra, které je vyznačeno modrou hvězdičkou (3-methylhexan)

Stereocentrum nebo stereogenní centrum je atom nebo část molekuly, na kterou je navázáno více substituentů (atomy nebo jejich skupiny) takovým způsobem, že výměna libovolných dvou z nich vytvoří jiný stereoizomer. Termín stereocentrum poprvé použili Kurt Mislow a Jay Siegel v roce 1984.

### Chirální centrum (centrum chirality)

Příklad dvou stereocenter, které jsou vyznačeny modrou hvězdičkou (2-brom-4-methylhexan)

Chirální centrum je stereocentrum obsahující substituenty (atomy nebo jejich skupiny) v takovém prostorovém uspořádání, že nemůže být ztotožněno se svým zrcadlovým obrazem. Chirální centrum je zobecněním pojmu asymetrický uhlík. V organické chemii se chirální centra obvykle vyskytují na atomech uhlíku, fosforu nebo síry.

### Stereoizomer
Stereoizomery jsou dvě izomerní molekuly, které mají stejný sumární vzorec a stejné pořadí funkčních skupin, ovšem liší se v prostorovém umístění těchto skupin.

### Enantiomery (optické antipody)

Dva enantiomery alaninu (vodík - bílá kulička, uhlík - šedá, kyslík - červená, dusík - modrá)

Enantiomery jsou dvě látky, které mají stejný sumární vzorec i strukturní vzorec. Jejich molekuly jsou se k sobě chovají jako zrcadlové obrazy (jako pravá a levá ruka), označují se proto jako vzájemně enantiomorfní.
Enantiomery mají vlastnosti opticky aktivních látek, které jsou schopné stáčet rovinu polarizace světla. Všechny aminokyseliny kromě glycinu a všechny sacharidy kromě dihydroxyacetonu tvoří enantiomery.

## Počet stereoizomerů a enantiomerů
Počet maximálních možných stereoizomerů molekuly lze vypočítat z počtu jejích stereocenter, podle pravidla Le Bela a van 't Hoffa:
- molekula s n stereocentry má 2n stereoizomerů
- 2n stereoizomery tvoří 2n-1 párů enantiomerů

Skutečný počet stereocenter může být nižší, například vzájemným propojením stereocenter.
U aldohexoz jsou například čtyři uhlíkové atomy asymetrické, takže pode Le Belovho a van ’t Hoffova pravidla má tato sloučenina 24 = 16 stereoizomerů, tedy 8 enantiomerů. Patří mezi ně například altróza, galaktóza, glukóza nebo manóza.

Příklady vzorců sloučenin s asymetrickými uhlíky:

Aldotetróza se dvěma asymetrickými atomy uhlíku má 22 = 4 stereoizomery.
Aldopentóza se třemi asymetrickými uhlíky má 23 = 8 stereoizomerů.
Aldohexóza se čtyřmi asymetrickými uhlíky má 24 = 16 stereoizomerů.